# Spectrum HoloByte
Spectrum HoloByte, Inc.是美国原电子游戏开发商、发行商，坐落于加利福尼亞州阿拉米達。公司成立于1983年，开发了「《Falcon》系列」空战模拟游戏。1998年，Hasbro Interactive将该公司收购，1999年将工作室关闭。